# Oskar Walzel

Oskar Walzel um 1912

Oskar Franz Walzel (* 28. Oktober 1864 in Wien; † 29. Dezember 1944 in Bonn) war ein österreichisch-deutscher Literaturwissenschaftler. Als Professor für Neuere deutsche Literatur wirkte er in Bern, Dresden und Bonn.

## Leben
Oskar Walzel wurde als Sohn des Feuilletonisten, Librettisten und kurzzeitigen künstlerischen Leiters des Theaters an der Wien Camillo Walzel geboren. Er studierte an den Universitäten Wien und Berlin, wurde 1887 promoviert und habilitierte sich in seiner Geburtsstadt 1894. 1897 erhielt er eine Berufung an die Universität Bern, 1907 wurde er Nachfolger von Adolf Stern an der Technischen Hochschule Dresden und ging 1921 an die Universität Bonn. 1933 wurde er emeritiert, hielt aber weiterhin Vorlesungen.

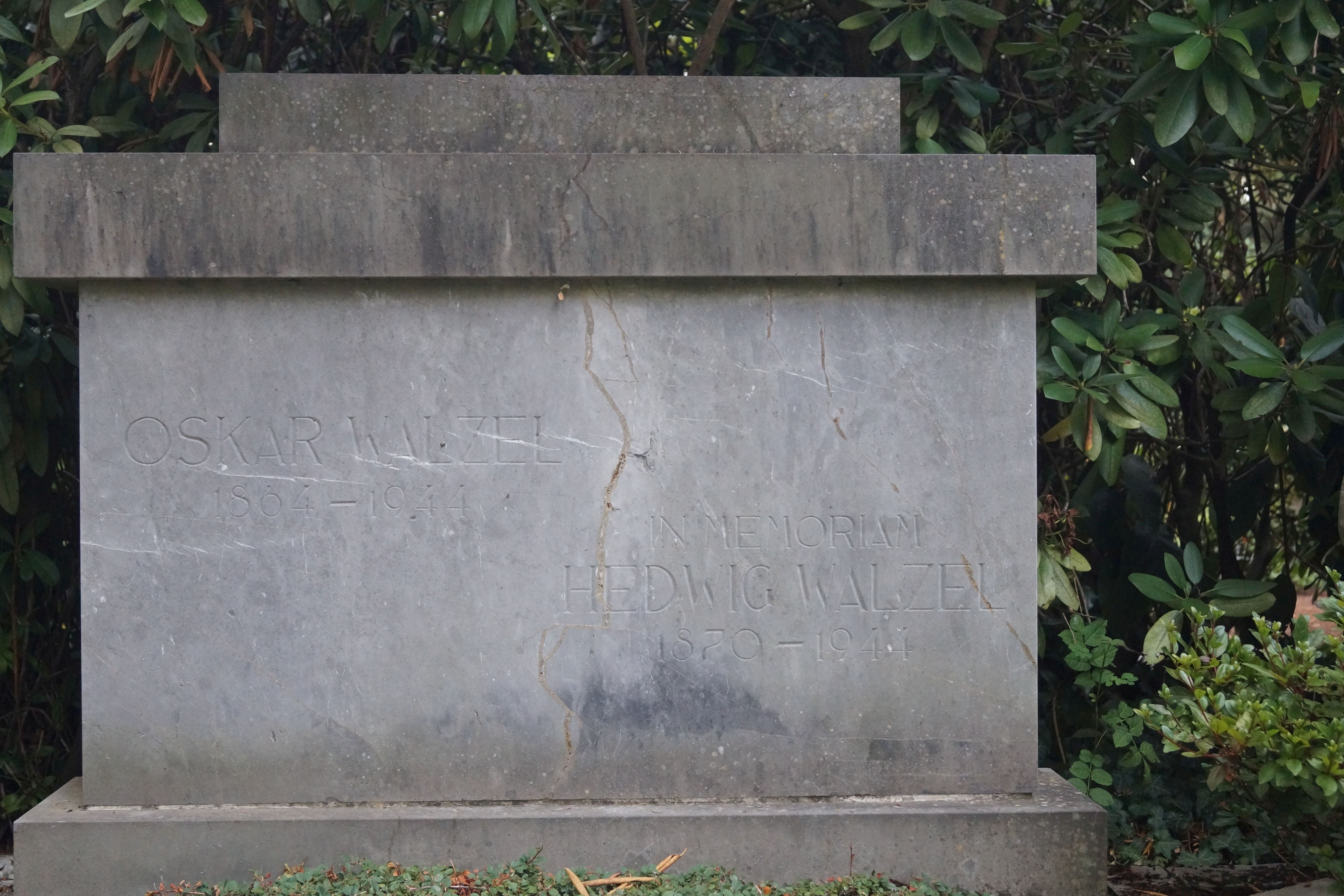
Grabstein von Oskar Walzel auf dem Bonner Südfriedhof

1936 entzog der Rektor der Universität Bonn Walzel die Venia Legendi wegen „jüdischer Versippung“. Er starb 1944 unter nicht ganz geklärten Umständen während eines Bombenangriffs. Er wurde auf dem Bonner Südfriedhof beigesetzt. Seine jüdische Ehefrau wurde im gleichen Jahr nach Theresienstadt deportiert und dort ermordet.

## Wissenschaft
Mit seiner Schrift Wechselseitige Erhellung der Künste (1917) versuchte Walzel, einen interdisziplinären Ansatz in den Geisteswissenschaften anzuregen. Seine Freundschaft mit dem Kunstwissenschaftler Heinrich Wölfflin führte ihn zu einer Unterscheidung „tektonischer“ und „atektonischer“ Leitmotive in der Dichtung, die sich an Wölfflins kunsttheoretische Terminologie anlehnte.
Walzels Ideen sind etwa noch in der Dramentheorie lebendig (geschlossene und offene Form im Drama). In jüngster Zeit werden sie von der Medienwissenschaft wieder diskutiert.
Zu Oskar Walzels Schüler gehörten die Schriftstellerin Maria Waser, der Literaturwissenschaftler Harry Maync, der Schriftsteller Hermann Gschwind, der später für sein Engagement für die deutsch-türkischen Beziehungen in den 1950er Jahren bekannt gewordene Schweizer Journalist und Publizist Max Rudolf Kaufmann und die Publizistin und Frauenrechtlerin Helene Stöcker. Helene Stöcker schrieb über ihn: „Walzel war einsichtig genug, seine Studierenden nicht nur als seine Schüler, sondern als selbständige Menschen zu behandeln. Man konnte freier und offener mit den eigenen Überzeugungen herausrücken, als es sonst zwischen Lehrer und Schüler möglich ist“.
Walzels Nachlass befindet sich in der Universitäts- und Landesbibliothek Bonn und im Deutschen Literaturarchiv Marbach.

Porträtskulptur, um 1920, von Rudolf Wulfertange im Nachlass Oskar Walzels (Universitäts- und Landesbibliothek Bonn)

## Auszeichnungen
- Sächsische Medaille Bene merentibus (1914)
- Ritterkreuz des Sächsischen Verdienstordens (1915)

## Werke
- Deutsche Romantik, 1908
- Leitmotive in Dichtungen, 1917
- Die deutsche Dichtung seit Goethes Tod, 1920
- Gehalt und Gestalt im Kunstwerk des Dichters, 1923
- Das Wortkunstwerk, 1926
- Friedrich Lienhard †. Eine Würdigung seines Lebenswerkes, in: Westfälisches Volksblatt Nr. 125, 5. Mai 1929, S. 2.
- Florenz in deutscher Dichtung, Köln 1937
- Wachstum und Wandel. Lebenserinnerungen. Erich Schmidt Verlag, Berlin 1956

### Herausgeber
- Handbuch der Literaturwissenschaft, hrsg. von Oskar Walzel, Berlin 1938

## Ehrungen

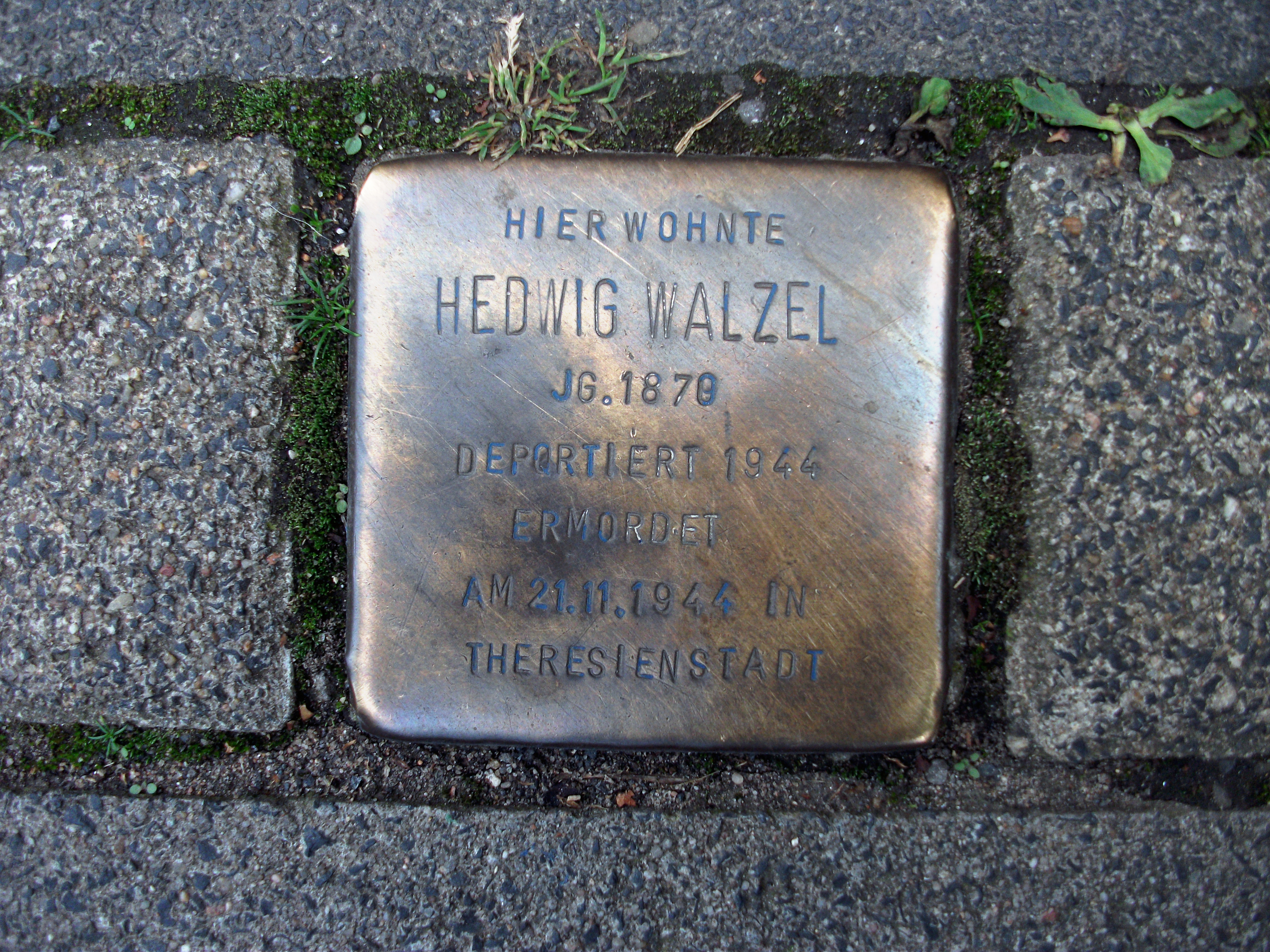
Stolperstein für Hedwig Walzel vor dem ehemaligen Wohnsitz der Familie in der Reuterstraße 114, verlegt 2002

In der Bonner Südstadt ist seit 1978 eine Straße nach Walzel benannt.
Seit 2002 erinnert ein Stolperstein vor seinem ehemaligen Wohnsitz an seine ermordete Ehefrau.